# 新湘评论
《新湘评论》创刊于1953年，是中国大陆政治类半月刊，编辑部位于湖南省长沙市。
《新湘评论》在2018年被中华人民共和国国家新闻出版广电总局新闻报刊司评为2017年全国“百强报刊”。